# Octobre 1813

## Événements

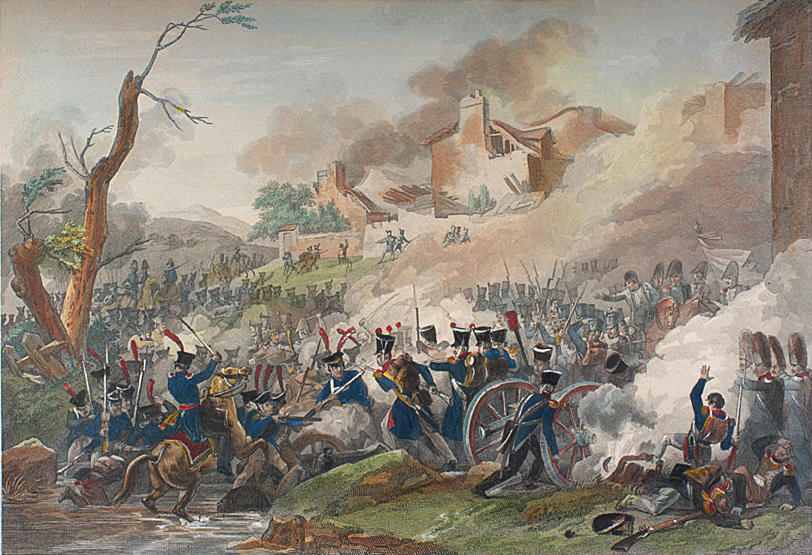
16-19 octobre : Pierre Adrien Le Beau, Bataille de Leipzig

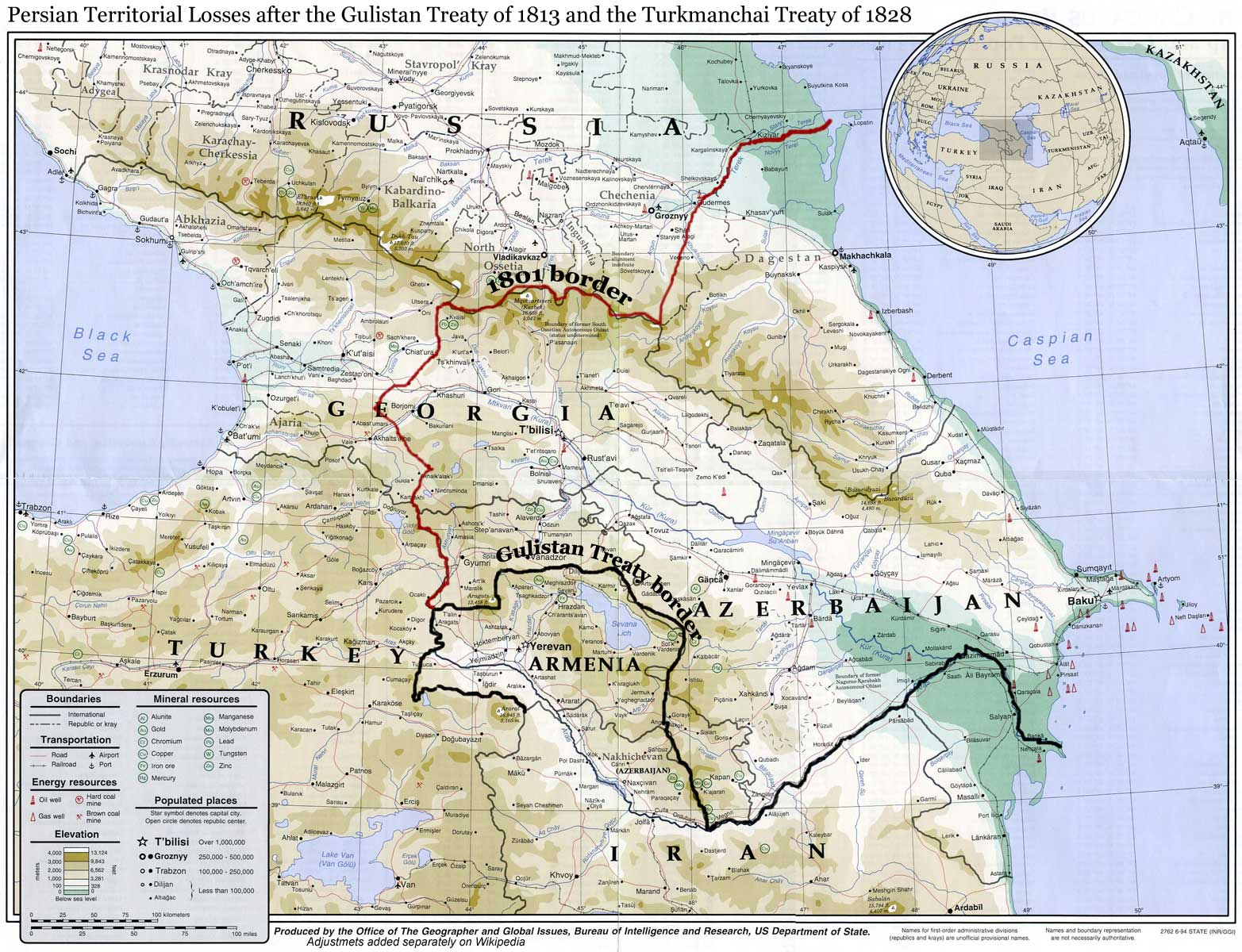
24 octobre : modification des frontières au traité de Gulistan.

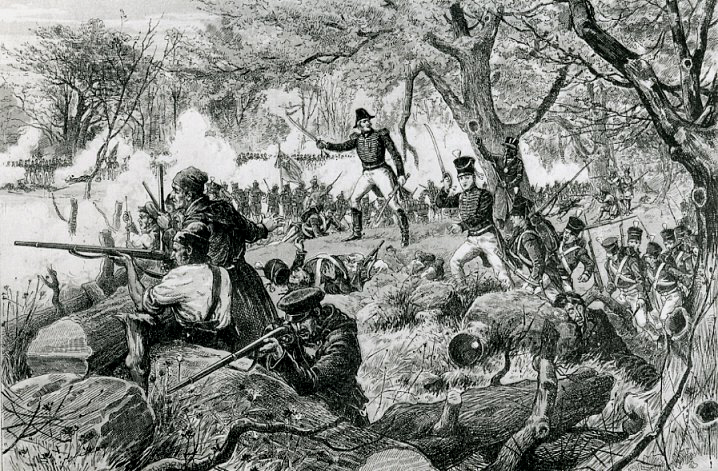
26 octobre : bataille de Châteauguay

- 3 octobre (21 septembre du calendrier julien) : Karageorges chef du premier soulèvement Serbe, battu par les Turcs, est contraint de se réfugier en Autriche avec sa famille. Il y est interné[1].

- 4 octobre : Lord Hastings prend ses fonctions de gouverneur général des Indes[2]. Il relance la politique d’expansion territoriale en direction du Népal.

- 5 octobre, Guerre de 1812 (États-Unis, frontière de Détroit) : Bataille de la rivière Thames. Tecumseh est tué et son rêve de fédération des tribus indiennes s’éteint avec lui. Après sa mort, les tribus delaware, miami, ojibwa (ou chippewa) et wyandot font la paix avec les Américains. Cette bataille est une victoire décisive pour les Américains car elle leur permet de récupérer le contrôle de la frontière nord-ouest pendant tout le reste de la guerre.

- 7 octobre : victoire alliée à la bataille de la Bidassoa. Les troupes françaises se replient sur la Nivelle[3].

- 8 octobre : traité de Ried entre la Bavière et les alliés[4].

- 10 octobre : Napoléon arrive à Duben. Le général prussien Blücher lui échappe[5].

- 12 octobre : début du siège de Trieste

- 16 au 19 octobre : bataille de Leipzig, dite, bataille des Nations[4], où les 180 000 hommes de Napoléon Bonaparte sont battus par les 320 000 hommes des troupes coalisées de Schwarzenberg. Le roi de Saxe, en pleine bataille, a changé de camp. Le roi de Bavière et le roi de Wurtemberg quittent l’alliance française.
  - Après Leipzig, le tsar établit un gouvernement provisoire en Pologne qui maintient la plupart des institutions du duché de Varsovie et confie le commandement des troupes au grand-duc Constantin[6].

- 23 octobre : siège de Torgau par les Prussiens. La garnison française capitule le 26 décembre[7].

- 24 octobre : traité de Gulistan. L’Iran cède à la Russie ses provinces situées au nord de l’Araxe (Azerbaïdjan) et renonce à l’installation d’une flotte en mer Caspienne. Fin de la guerre russo-persane de 1804-1813[8]. Le Parlement britannique impose à la Compagnie des mesures favorables au développement du christianisme.

- 26 octobre :
  - En Westphalie, des soulèvements populaires forcent Jérôme Bonaparte à fuir[4]. L'Allemagne est abandonnée par les Français.
  - Guerre de 1812 (États-Unis, frontière St. Lawrence-Lac Champlain) : victoire britannique à la bataille de Châteauguay au Québec. Alors qu’elle se rend à Montréal, l’armée américaine est arrêtée à Chateauguay par Charles de Salaberry.

- 30 - 31 octobre : victoire française à la bataille de Hanau, en Hesse[4].

- 31 octobre : prise de la citadelle de Trieste par les anglo-autrichiens[9].

## Naissances
- 10 octobre : Giuseppe Verdi, compositeur italien.
- 12 octobre :
  - Lyman Trumbull (mort le 25 juin 1896), personnalité politique américaine
  - Pierre Petitclair (mort le 15 août 1860), écrivain québécois
- 17 octobre : Georg Büchner, écrivain et dramaturge allemand († 19 février 1837).
- 29 octobre : William Benjamin Carpenter (mort en 1885), naturaliste britannique.

## Décès
- 7 octobre : Peter Jacob Hjelm (né en 1746), chimiste et minéralogiste suédois.
- 12 octobre : Alexandre Samoïlovitch Figner (né en 1787), militaire russe
- 19 octobre : Józef Antoni Poniatowski, général polonais (° 7 mai 1763).
- 24 octobre : Arnaud Baville, général français (° 11 décembre 1757).